# Apropiación temporal
La apropiación temporal se refiere a la acción en la que una persona o un grupo de personas realiza una actividad en un espacio público para la cual este no fue diseñado. Según Lara-Hernández y Melis, es un proceso que implica un dinamismo similar a lo que Graumann llamó la humanización del espacio, que son los significados fundamentales definidos por la sociedad interiorizados por el individuo.
Las actividades representativas de apropiación temporal se pueden agrupar en tres categorías principales: 
1. Actividades deportivas, de ocio y culturales.
2. Actividades relacionadas con la economía como trabajo, venta y servicios.
3. Actividades relacionadas con la sacralización o el culto religioso.

Existen dos factores principales que fomentan el fenómeno de apropiación temporal, por un lado, el factor cultural (también conocido como entorno psicológico sintético)mientras que por el otro la configuración o diseño del entorno construido. El primero se refiere al conjunto de símbolos, valores, actitudes, habilidades, conocimientos, significados, formas de comunicación, estructura social y objetos físicos que hacen posible la vida pública de una determinada sociedad.  Mientras que este último se refiere a estructuras, edificios, e instalaciones creadas por el ser humano que son percibidas colectivamente como un entorno en el que las personas viven y trabajan.

## Explicación teórica
El término apropiación fue introducido por primera vez por Korosec-Serfaty durante una conferencia en Estrasburgo en 1976. Dentro del campo de la psicología ambiental, el término apropiación se describe como un fenómeno temporal que implica un proceso dinámico de interacción entre el individuo y su entorno. Es un proceso similar al de humanización. Desde entonces, varios autores como Purcell, Pol,  y Yorycon la teoría de la topofilia, han utilizado el término para explicar el vínculo teórico entre personas y lugares. Estos autores consideran la apropiación como una necesidad innata del ser humano que puede expresarse a través de actividades que ocurren en el paisaje urbano. Los espacios públicos son parte esencial del paisaje urbano y, por tanto, su diseño está fuertemente vinculado a la posibilidad de que se produzcan actividades relacionadas con la Apropiación Temporaria. En otras palabras, si bien apropiación es un término más amplio, su variación temporal se refiere más específicamente a los espacios públicos, como calles, parques o plazas. En este último siempre se ha puesto el acento en la informalidad de esta acción (para más detalles ver Temporary appropriation and urban informality: Exploring the subtle distinction ). Dr. Lara-Hernández conceptualiza la apropiación temporal como consecuencia de la necesidad de adaptar el entorno a las necesidades humanas de una ciudad que priva a la población de puntos de referencia debido a cambios repentinos e inesperados. Además, se ha afirmado que la apropiación temporal juega un papel crucial para incrementar la resiliencia urbana (ver Temporary Appropriation in Cities: Human Spatialisation in Public Spaces and Community Resilience ).